# Колка (ледник)
Ко́лка (осет. Хъолхъа, Хъолайы цъити) — карово-долинный ледник, находящийся в верховьях долины реки Геналдон бассейна реки Терек горной системы Большого Кавказа в Геналдонском ущелье на северном склоне Казбекско-Джимарайского горного массива. По данным В. М. Котлякова и соавторов, в периоды спокойного развития длина ледника Колка составляла 3,1 км, площадь — 2,5 км².
Ледник берёт начало от вершин высотой 4780 м (г. Джимара), язык оканчивается на высоте 1981 м. Высота фирновой линии (граница снега) — 3000 м. Ледник Колка относится некоторыми исследователями к пульсирующему типу, для которых характерно резкое продвижение тела ледника в определённые периоды времени (подвижки ледника, или сёрджи), сопровождающееся обвалами льда, образованием гляциальных селей.
В сентябре 2002 года здесь произошла крупнейшая в России гляциальная катастрофа. При сходе гляциального селя погибло, по крайней мере, 125 человек. В их числе съёмочная группа Сергея Бодрова-младшего, снимавшая фильм «Связной».

## История наступания ледника
В конце XIX века ледник Колка сливался с ледником Майли, который также относится к бассейну реки Геналдон (длина его 6,2 км, площадь 7 км²), но с тех пор обособился и отступил вглубь обширного цирка. Известны наступания этого ледника в 1902 году и в 1969—1970 годах, первое из которых привело к человеческим жертвам и нанесло большой ущерб, однако подвижки ледника Колка, по мнению экспертов-гляциологов, вероятно, были и в прежние века. Так, например, «замедленный» или «классический» сёрдж Колки, подобный подвижке 1969 года, был отмечен в 1834 году.
В июле 1902 года в результате продвижения ледника погибло 36 человек, около 1800 голов скота. Был завален курорт Кармадон, разрушено много построек.
Подвижка 1902 года представляла собой ледово-каменный сель, который с огромной скоростью прошёл по долине реки Геналдон около 9 км. Было вынесено 70-75 миллионов м³ льда и камней, что примерно равно кубу со стороной 415 метров. Затем вынесенный лёд стал таять, и через 12 лет, в 1914 году, долина ниже конца ледника Майли освободилась ото льда. По скорости движения ледово-селевой массы, оцениваемой в 30-40 метров в секунду (100—150 км/час), подвижка 1902 года весьма напоминает ту, что произошла 20 сентября 2002 года.
Наступание 1969 года протекало несравненно более сглаженно и без катастрофических последствий. Начав двигаться 28 сентября 1969 года, к 4 октября ледник Колка за неделю прошёл всего 1300 м, достигнув конца ледника Майли (средняя скорость 10 м/час). Затем скорость движения ледника ещё более замедлилась — до 1 м/час, и ледник остановился 10 января 1970 года. При этом за всю подвижку ледник продвинулся на 4,1 км, опустившись вниз по долине на 785 м по высоте.
Согласно анализу гляциологов, активизация перед подвижкой ледника 1969 года началась ещё в 1940-х годах. Процесс протекал почти незаметно. Ледник медленно, словно крадучись, наступал и к сентябрю 1969 года продвинулся на 650 метров, при этом внешне его контуры почти не изменились. После наступания 1969 года внешний вид ледника Колка преобразился весьма значительно: он превратился в хаотическое нагромождение ледово-фирновой брекчии с включениями камней, щебня и грязи. На глубине лёд был более монолитным. Толщина нижней половины продвинувшегося ледникового языка составляла 100—130 м, верхней половины — 85—100 м, а в зоне, откуда началось движение льда — 50—60 м. Объём льда, переместившегося во время подвижки, оценивается в 80 миллионов м³, что примерно равно кубу со стороной 430 метров. После подвижки 1969—1970 годов длина ледника Колка выросла больше чем в два раза, а его площадь увеличилась с 3,7 до 8,7 км². В 1970 году гляциологи полагали, что время таяния продвинувшейся части ледника должно составить около 25 лет. После таяния площадь ледника вновь сократилась. 
В 2002 году сход ледника Колка привёл к гибели 125 человек.